# Фестнингсриттет
Фестнингсриттет (нидерл. Festningsrittet) — шоссейная многодневная велогонка, с 2008 по 2010 год проводившаяся в окрестностях норвежского города Конгсвингер. В 2008 и 2009 годах проводилась как гонка национального уровня, а в 2010 году входила в календарь UCI Europe Tour под низшей категорией 2.2.
Маршрут многодневки состоял из трёх этапов, первый из которых в 2008 и 2009 году был индивидуальной гонкой. В 2010 году первый этап проходил в традиционном виде и финишировал в шведском городе Арвика.

## Призёры
| Год  | Победитель          | Второй              | Третий          |
| ---- | ------------------- | ------------------- | --------------- |
| 2008 | Ларс Петер Нордхауг | Гейр Инге Берг      | Стиан Сомерсет  |
| 2009 | Филип Эйдсхейм      | Вегард Стаке Ланген | Ингар Стоктад   |
| 2010 | Джесси Энтони       | Берт-Ян Линдеман    | Марсель Киттель |